# 希望軒

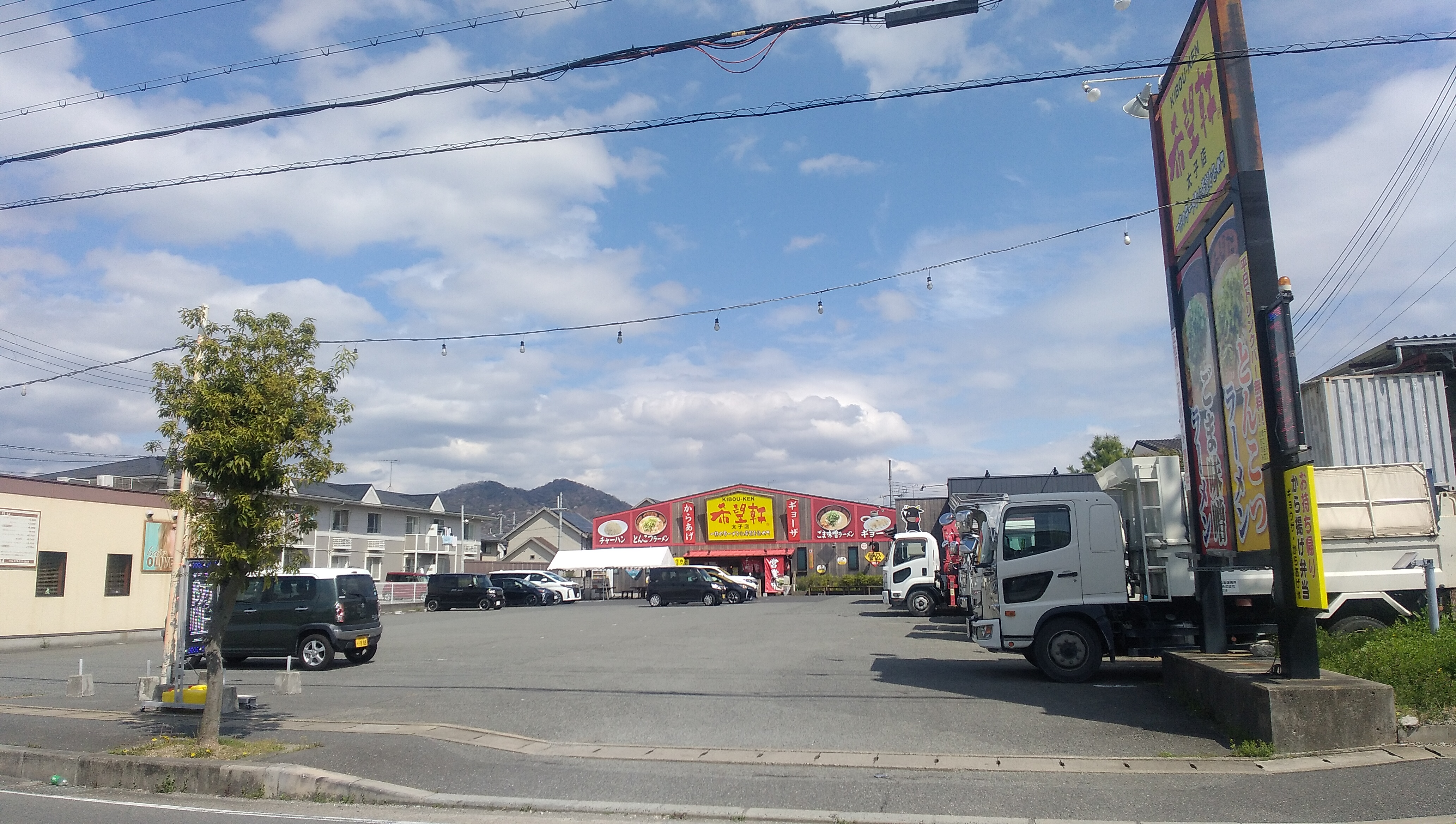
ラーメン屋「希望軒」太子店店舗外観。

希望軒（きぼうけん）は、日本のラーメンチェーン店。運営母体は愛知県名古屋市のCSコンサルティング株式会社である。

## 概要
1991年10月に山村浩を代表者として第1号店「ホープ軒」を出店して以降、兵庫県・大阪府を中心に店舗を展開、1998年5月に法人化（株式会社希望フードサービス 本社は兵庫県姫路市）した。また、寿司店「望寿司」の運営も並行して行っている。
2006年にチェーン店15店舗を買収し愛知県へ進出したが、その大半が不振であったことから財務内容が急激に悪化し、2007年4月3日神戸地方裁判所姫路支部へ民事再生法の適用を申請、倒産した。2007年5月豊田産業株式会社が出資するCSコンサルティング株式会社により事業再生される。2008年5月には新生希望軒として兵庫県東加古川に出店、現在加盟店舗18店舗直営2店舗体制（2009年4月）。レトロ調の店内装飾が特徴のラーメン店である。
派生ブランドとしてつけ麺専門店「さくら製麺」を2009年4月に夙川に出店。
もともと「希望軒」と書いて「ホープ軒」と読ませていたが、2005年5月には一旦「きぼう軒」と読むように変更された。しかし再び「創業時に立ち返るため」読みを「ホープ軒」に戻していたが、現在では「きぼう軒」となっている。公式ホームページでは、利用者は「ホープ軒」「きぼう軒」のどちらで呼称しても良いと記されていたが、現在では「KIBOU-KEN」とローマ字で記されている。また、希望軒から独立して「ホープ軒」として営業している店舗（現在では希望軒のチェーンとは関係なし）もある。

## メニュー
国産豚ゲンコツを使用して出汁をとった「とんこつラーメン」、また豚骨とひね鶏を使用した白湯スープに特製味噌と香辛料等（辛さは5段階調節）を加えた「ごま味噌ラーメン」を主軸としている。
ひねどりのポン酢合えの「ひねポン」と餃子等をサイドメニューとしている。